# Martinsville (Indiana)
Martinsville és una població dels Estats Units a l'estat d'Indiana. Segons el cens del 2000 tenia 11.698 habitants.

## Demografia
Segons el cens del 2000, Martinsville tenia 11.698 habitants, 4.621 habitatges, i 3.086 famílies. La densitat de població era de 1.012,7 habitants/km².
Dels 4.621 habitatges en un 32% hi vivien nens de menys de 18 anys, en un 50,8% hi vivien parelles casades, en un 11,5% dones solteres, i en un 33,2% no eren unitats familiars. En el 28,8% dels habitatges hi vivien persones soles el 12,7% de les quals corresponia a persones de 65 anys o més que vivien soles. El nombre mitjà de persones vivint en cada habitatge era de 2,42 i el nombre mitjà de persones que vivien en cada família era de 2,96.
Per edats la població es repartia de la següent manera: un 25,1% tenia menys de 18 anys, un 9,6% entre 18 i 24, un 29,3% entre 25 i 44, un 20,9% de 45 a 60 i un 15,1% 65 anys o més.
L'edat mediana era de 35 anys. Per cada 100 dones de 18 o més anys hi havia 89,6 homes.
La renda mediana per habitatge era de 32.746$ i la renda mediana per família de 40.304$. Els homes tenien una renda mediana de 31.215$ mentre que les dones 22.090$. La renda per capita de la població era de 17.664$. Entorn del 8,7% de les famílies i l'11,6% de la població estaven per davall del llindar de pobresa.

## Poblacions més properes
El següent diagrama mostra les poblacions més properes.